# Подсопочный сельсовет
Подсо́почный сельсове́т — сельское поселение в Сухобузимском районе Красноярского края России.
Административный центр — село Подсопки.

## Население
| 2010 | 2012 | 2013 | 2014 | 2015 | 2016 | 2017 |
| ---- | ---- | ---- | ---- | ---- | ---- | ---- |
| 784  | ↗787 | ↘778 | ↗780 | ↗788 | ↗789 | ↗792 |

## Состав сельского поселения
| Название  | Статус  | Население | Расстояние от районного центра, км | Расстояние от центра сельского поселения, км | ОКТМО          | Координаты                      |
| --------- | ------- | --------- | ---------------------------------- | -------------------------------------------- | -------------- | ------------------------------- |
| Подсопки  | село    | 432       | 10                                 | адм. центр                                   | 04 651 419 101 | 56°25′25″ с. ш. 93°12′27″ в. д. |
| Карымская | деревня | 160       | 27                                 | 17                                           | 04 651 419 106 | 56°20′08″ с. ш. 93°17′12″ в. д. |
| Татарская | деревня | 192       | 22                                 | 12                                           | 04 651 419 111 | 56°18′58″ с. ш. 93°12′50″ в. д. |

## Местное самоуправление
- Орган представительной власти - Подсопочный сельский Совет депутатов, избран 14 марта 2010 года, срок полномочий 5 лет, состоит из 7 депутатов.
- Глава муниципального образования — Даммер Владимир Яковлевич, избрана 4 марта 2012 года, срок полномочий 4 года. Адрес администрации: 663046, Сухобузимский район, с. Подсопки, ул. Новая, 15/2 телефон: +7 (39199) 3-72-37[8].